# Виробництво
Виробництво — процес створення матеріальних і суспільних благ, необхідних для існування і розвитку. Створюючи певні блага люди вступають у зв'язки і взаємодію — виробничі відносини. Тому виробництво є завжди суспільним.
Процес виробництва за своєю структурою складається з 4-х фаз:
- власне виробництво
  - основне виробництво
  - виробнича інфраструктура
  - соціальна інфраструктура
- розподіл
- обмін
- споживання

## Виробничі відносини

Система виробничих відносин

Для виробництва матеріальних благ люди вступають між собою в певні виробничі відносини. Виробництво завжди є суспільним.

## Зміст виробництва
Матеріальне виробництво є «основним джерелом одержання вихідних даних для відбору змісту професійного навчання, також тим об'єктом, за допомогою якого здійснюється перевірка відповідності змісту навчання вимогам сучасного виробництва»

## Складники процесу виробництва

Складові елементи процесу виробництва : праця, предмети праці й засоби праці.

### Фактори
Вирішальним фактором є праця людини.

## Засоби виробництва
Предмети праці й засоби праці становлять засоби виробництва. Засоби виробництва і люди становлять продуктивні сили.

## Спосіб виробництва
Суспільне виробництво поділяється на два взаємопов'язані підрозділи: виробництво засобів виробництва і виробництво предметів споживання. Єдність продуктивних сил і виробничих відносин становить спосіб виробництва, який визначає характер даного суспільного ладу.
Відносини виробництва зумовлюють і відповідні їм відносини розподілу, обміну й споживання (особистого й виробничого). Визначальним у цьому процесі є виробництво. Воно розвивається за об'єктивними економічними законами, головними серед яких є основний економічний закон, властивий кожному способові виробництва (див. Основний економічний закон капіталізму, Основний економічний закон соціалізму). Зміни виробництва починаються зі змін продуктивних сил і насамперед — знарядь праці. Перехід від одного способу виробництва до іншого, вищого, зумовлюється діянням закону відповідності виробничих відносин характерові продуктивних сил.

## Виробничий цикл
Виробничий цикл — період перебування предметів праці (сировини і матеріалів) у виробничому процесі з початку виготовлення до випуску готового продукту. В окремих галузях (металургійна, хімічна тощо), де виробничий процес не можна переривати з економічних причин, або з питань безпеки виробничий цикл є безперервним. Робітники, що обслуговують безперервне виробництво, іменуються працівниками безперервного виробництва.

## Виробництво і наука
Сучасне виробництво розвивається в умовах науково-технічної революції. Важлива роль належить науці, яка стає безпосередньо продуктивною силою. В умовах розвинутого суспільного поділу праці виробництво складається з великої сукупності різних спеціалізованих галузей.

## Суміжні поняття
Просте суспільне виробництво — це дрібне виробництво індивідуальних самостійних ремісників. Притаманне докапіталістичним суспільствам.

## Підготовка виробництва і виготовлення нових конструкцій
При технологічній підготовці до виробництва розв'язують такі основні задачі: 
- опрацювання конструкцій технічних систем на технологічність;
- розроблення технологічних процесів виготовлення й технологічного контролю заготовок і деталей, складання, а також допоміжних робіт, починаючи з отримання вихідних матеріалів та заготовок і закінчуючи упаковкою готової продукції;
- типізація і нормалізація технологічних процесів, в тому числі з використанням групової або модульної технології й технологічного оснащення;
- установлення технічних норм часу на виготовлення технічних систем, норми витрат матеріалів і технологічного оснащення;
- проєктування спеціального і нормалізованого інструменту, інструменту пристосувань, штампів та іншого технологічного оснащення;
- виготовлення і доводка запроєктованого технологічного оснащення;
- проєктування і виготовлення спеціального обладнання, засобів механізації й автоматизації основних та допоміжних виробничих процесів, транспортних засобів і нестандартного обладнання, пов'язаних з технологічним процесом й організацією робочих місць;
- розрахунок необхідного обладнання і розроблення планування його розміщення;
- розрахунок виробничої потужності цехів, ділянок, ліній;
- доведення технологічних процесів для забезпечення впровадження запроєктованих режимів різання і норм, а також налагодження обладнання й технологічного оснащення.